# 風とライオン
『風とライオン』（かぜとライオン、原題：The Wind and the Lion）は、1975年のアメリカ合衆国の歴史アクション映画。メトロ・ゴールドウィン・メイヤーとコロンビア ピクチャーズの合作。
20世紀初頭のモロッコを舞台に、「血とコーランからなる」砂漠の王者と、アメリカ第26代大統領セオドア・ルーズヴェルトが激突する。主人公のライズリーは実在したベルベル人の族長であり、1904年に誘拐事件を起こしている（en:Ion Perdicaris#Perdicaris incident）。

## あらすじ
コロニアル風の建物を覆う白壁が地中海の光を照り返す正午の港町。街中を疾走する馬群は隘路（あいろ）を見事な手綱捌きで抜けると、高台の豪邸に侵入し容赦なく家人を殺してまわる。賊はアメリカ人である邸の女主人と子供2人だけは殺さずに連れ去ると素早く去っていく。1904年、モロッコの港町タンジールでの出来事である。
鉄道と電信と砲艦が世界を席巻した20世紀に登場した「海賊」たちの頭領はリーフ族の首長ライズリである。預言者ムハンマドの血を引く砂漠の王者を自認するライズリは、列強が自治国であるモロッコへ介入する現実に我慢ができず、国際紛争を誘発させ、甥であるモロッコの太守に外国勢力排撃の号令を出させようと目論んでいた。
ライズリの世界観は、男同士は面子の絡んだ喧嘩には命を懸けるというものであった。人質の女主人が危険な火遊びの果てには破滅が待っていると忠告するが、自信家のライズリの耳には入らない。プライドの高い男に呆れる女だが、共に生活する中で別の感情を持ちはじめていく。
一方、アメリカ国内では世論に押される形をとりながら、自国の勢力伸展をもくろむ野心家達の策謀が動き始める。アメリカ大西洋艦隊がモロッコに派遣され、海兵隊がタンジールを占領する。そして、イーデン母子の釈放と引き換えにライズリの免責が約束されたため、ライズリはイーデンを釈放するが、彼は太守の裏切りによってドイツ軍にとらわれてしまう。裏切りに怒ったイーデンは、アメリカ海兵隊の協力を得て、ライズリを救出すべくドイツ軍の駐屯地へ向かのだった。互いの流血の末、非情な国際社会の力学はルーズベルトを勝者とする。賞賛の嵐の中、一人となった大統領は顔を合わせずに終わった好敵手からの書簡を読みはじめる。
『あなたは風のごとく、私はライオンのごとし。あなたは嵐をまきおこし、砂塵は私の眼を刺し、大地はかわききっている。私はライオンのごとくおのれの場所にとどまるしかないが、あなたは風のごとくおのれの場所にとどまることを知らない』　－ライズリの声に、何かを考え込むように立ちつくす大統領－　ラスト、砂漠に落ちていく夕陽を背に不敵に笑うムスリムの族長二人。バックを勇壮なテーマが流れて映画は幕を閉じる。

## キャスト
| 役名                     | 俳優                   | 日本語吹替   | 日本語吹替 |
| 役名                     | 俳優                   | テレビ朝日版 | ソフト版   |
| ------------------------ | ---------------------- | ------------ | ---------- |
| ライズリー               | ショーン・コネリー     | 近藤洋介     | 大塚明夫   |
| イーデン                 | キャンディス・バーゲン | 武藤礼子     | 日野由利加 |
| セオドア・ルーズヴェルト | ブライアン・キース     | 大平透       | 銀河万丈   |
| ジョン・ヘイ             | ジョン・ヒューストン   | 塩見竜介     | 村松康雄   |
| サミュエル・グメール     | ジェフリー・ルイス     | 大木民夫     | 田原アルノ |
| 族長                     | ナディム・サワラ       | 内海賢二     |            |

- テレビ朝日版 - 初放送1980年4月20日『日曜洋画劇場』※放送枠に合わせてカット編集が行われているが、この編集を黒澤明は「劇場で見たのよりずっといい、素晴らしいカットだ」と評している[2]。

その他吹替：堀勝之祐、青野武、仲木隆司、納谷六郎、野島昭生、寺島幹夫、村松康雄、若本規夫、松野太紀、三好由里子、阪脩、山田礼子
演出：山田悦司、翻訳：進藤光太、調整：山田太平、効果：赤塚不二夫、選曲：東上別符精、担当：中島孝三、制作：グロービジョン、配給：ソニーピクチャーズテレビジョンジャパン
- ソフト版 - 2004年5月26日発売のDVDに初収録。
- 日本語字幕：野中重雄